# 신경심리검사
신경심리검사(Neuropsychological test)란 특정한 뇌 구조나 경로와 관련된 심리적 기능을 측정하기 위해 설계된 특수한 과제들 및 이를 활용한 검사이다. 이 검사는 뇌 기능 연구 및 후천적이거나 선천적인 뇌손상과 뇌기능장애 등 임상 환경에서의 인지 기능 저하 진단을 목적으로 하는 검사이다. 신경심리검사는 본질적으로 뇌와 행동과의 관계를 다루고 뇌손상이나 신경병리적 조건에 따른 인지기능 및 행동적 변화를 측정하는 것이므로 적절한 평가를 위해서는 신경해부학, 신경병리학, 행동의 신경학적 기본원리에 대한 지식이 있어야 한다.
신경심리학적 검사는 대개 조용한 사무실 환경에서 검사자와 피검자가 1:1로 진행되며, 외부 방해 요소를 최소화한 상태에서 수행된다. 이러한 특성으로 인해, 신경심리학적 검사는 개인의 최고 수준의 인지 수행 능력을 추정하는 역할을 하기도 한다. 또한, 신경심리학적 평가는 개인의 심리적, 대인관계적, 환경적 요인과 함께 종합적으로 이루어진다.
현재 사용되는 대부분의 신경심리학적 검사는 전통적인 심리측정 이론에 기반을 두고 있다. 이 모델에서는 피검자의 원점수(raw score)를 일반 인구의 표준화된 규준 집단과 비교하며, 이상적으로는 피검자와 유사한 인구 집단에서 규준 표본을 추출하는 것이 바람직하다. 규준 연구에서는 일반적으로 연령, 교육 수준, 인종/민족성에 따라 데이터를 분류하며, 연구에 따르면 이러한 요인들이 특정 검사에서의 수행 능력에 영향을 미칠 수 있기 때문이다. 이를 통해 피검자의 수행 결과를 적절한 통제 집단과 비교하여 현재 인지 기능을 보다 공정하게 평가할 수 있다.
신경심리검사에 대한 관심은 뇌손상을 입었거나 행동장애를 보이는 군인의 감별 및 진단과 재활에 대한 필요성이 대두면서 시작되었다. 뇌손상 환자뿐 아니라 정신장애인, 노인의 인지기능평가, 더 나아가 정신지체, 학습장애, 행동장애에 대한 연구에도 신경심리학적 지식을 광범위하게 도입하고 있다.
래리 J. 세이드먼(Larry J. Seidman)에 따르면, 신경심리학적 검사는 네 가지 주요 범주로 분석될 수 있다. 첫 번째 범주는 전반적인 수행 분석으로, 개별 검사별 수행 능력뿐만 아니라 검사 전반에서의 평균적인 수행 수준을 평가하는 것이다. 두 번째 범주는 좌우 비교로, 신체의 왼쪽과 오른쪽이 관련된 특정 과제에서 피검자가 보이는 수행 차이를 분석하여 뇌 반구 간 기능 차이를 평가하는 것이다. 세 번째 범주는 병리적 징후로, 특정 검사 결과가 특정한 신경학적 질환과 직접적인 관련이 있는 경우 이를 통해 진단하는 방식이다. 마지막 범주는 차별적 패턴 분석으로, 특정 질병이나 손상의 유형을 진단하는 데 사용되는 특정 인지 기능 패턴을 식별하는 것이다.
이러한 분석 방식은 신경심리학적 검사가 단순한 인지 기능 측정 도구가 아니라, 보다 정밀한 평가를 통해 신경학적 장애를 진단하는 데 중요한 역할을 한다는 점을 보여준다.

## 역사
신경심리검사는 성인의 뇌손상에 따른 행동적 변화를 평가하기 위해 신경과나 신경외과 분야에서 주로 발전되어 왔고, 기능적 정신장애와 기질성 정신장애를 감별하기 위해 정신과 영역에서도 일부 사용되고 있었다. 신경심리학 분야는 주로 실험적 또는 통계적 접근을 통해 형성되었고 이후 미국의 심리학자들에 의해 발전되면서 표준화된 검사의 적용과 결과 해석을 강조하는 많은 심리검사중 하나로 또는 종합심리검사를 구성하는 풀배터리(Full-Battery) 유형으로 개발되었다. 이 중 대표적인 것이 1947년 할스테드(Halstead)가 뇌손상 환자의 행동특성을 측정하기 위해 만든 검사를 레이탄(Reitan)이 개정하여 제작한 할스테드-레이탄(Halstead-Reitan) 버전이다. 보스턴(Boston) 의과대학 연구팀은 신경심리학 연구영역을 확장하고 다양한 평가도구를 개발하는 데 크게 공헌했다. 실어증, 치매, 노화문제에 대한 탁월한 연구를 진행했고, 이들이 개발한 보스턴 진단용 실어증검사(BDAE,Boston Diagnostic Aphasia Examination), 보스턴 역행 기억상실 배터리(Boston Retrograde Amnesia Battery,BRAB), 보스턴 명명 테스트(Boston Naming Test,보스톤 이름대기 검사,BNT)등과 같은 평가도구들은 현재 임상현장에서 사용되고 있다.

## 같이 보기
- 웩슬러 성인 지능 검사(WAIS)
- MMPI
- 로샤검사
- 벤더-게슈탈트 검사(BGT)
- 간이 정신 상태 검사
- 서울신경심리검사(SNSB)
- 레이-오스테리스 복합도형검사